# Ingnela Wik-Wilhelmson
Ingnela Kristina Wik-Wilhelmson, född 5 september 1941 i Arboga, död 2 november 1999 i Fellingsbro, var en svensk skulptör och målare.
Hon var dotter till metallarbetaren Herbert Emanuel Wik och Ingrid Lundberg och från 1960 gift med Jan Vilhelm Wilhelmson. Hon studerade vid avdelningen för skulptur vid Konstfackskolan 1962–1963 och privat för Tage Nilsson men räknar sig själv som huvudsakligen autodidakt. Separat ställde hon bland annat ut på Fellingsbro folkhögskola och tillsammans med sin man ställde hon ut i Arboga. Hon medverkade i Västmanlands läns konstförenings julsalonger i Västerås och samlingsutställningar med provinsiell konst. Bland hennes offentliga arbeten märks reliefen Gossen  från Nasaret på Arboga vårdcentral och en julkrubba till Heliga Trefaldighetskyrkan i Arboga. Hennes konst består av trä-, gips- och svetsade metallskulpturer samt porträtt utförda i olja. Vid sidan av sitt eget skapande har hon varit verksam som dekoratör och teckningslärare.     